# Bundesministerium für Wirtschaft, Energie und Tourismus

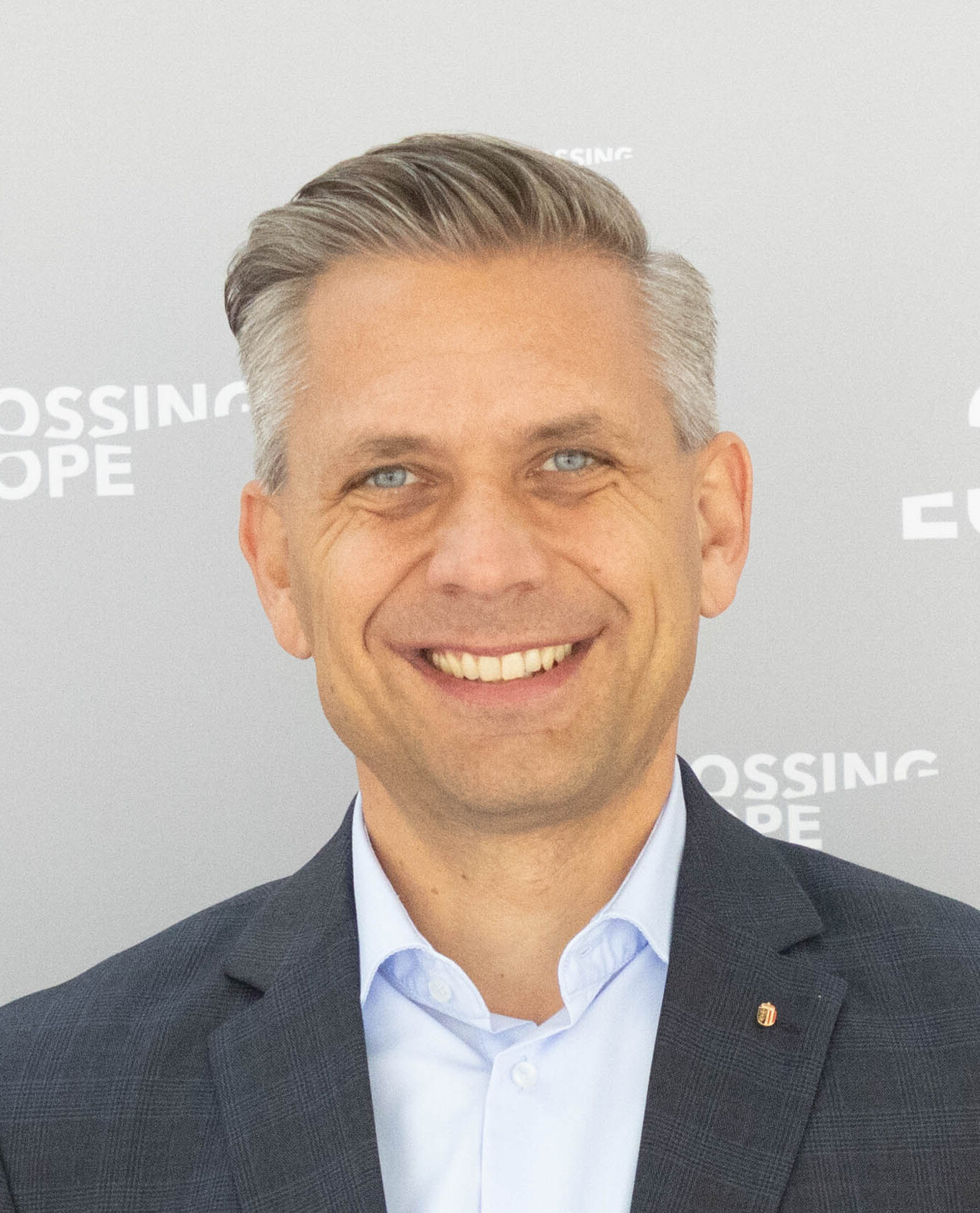
Wolfgang Hattmannsdorfer, Bundesminister für Wirtschaft, Energie und Tourismus seit 3. März 2025

Das Bundesministerium für Wirtschaft, Energie und Tourismus (BMWET) ist das Wirtschaftsministerium der Republik Österreich. Durch eine Novelle des Bundesministeriengesetzes 1986 wurde das neue Ministerium am 2. April 2025 unter der Bundesregierung Stocker begründet.

## Aufgaben
Das Bundesministerium für Wirtschaft, Energie und Tourismus ist zuständig für:
- Angelegenheiten des Gewerbes und der Industrie, soweit sie nicht in den Wirkungsbereich des Bundesministeriums für Innovation, Mobilität und Infrastruktur fallen.
  - Dazu gehören insbesondere auch:
  - Angelegenheiten des Handels und der Verrichtung von Dienstleistungen.
  - Angelegenheiten des Gewerberechts.
  - Angelegenheiten des Ladenschlusses.
  - Gewerbliche und industrielle Forschung. Angelegenheiten der Österreichischen Forschungsförderungsgesellschaft mbH und der Austria Wirtschaftsservice Gesellschaft mit beschränkter Haftung, und zwar jeweils im Einvernehmen mit dem Bundesministerium für Innovation, Mobilität und Infrastruktur.
  - Angelegenheiten der betrieblichen Berufsausbildung und Berufsfortbildung.
- Angelegenheiten der Wirtschafts- und Strukturpolitik auf Sachgebieten, die in die Zuständigkeit des Bundesministeriums fallen.
- Ordnung des Binnenmarktes, soweit sie nicht in die Zuständigkeit des Bundesministeriums für Land- und Forstwirtschaft, Klima- und Umweltschutz, Regionen und Wasserwirtschaft fällt.
- Angelegenheiten der Preisregelung, Preisüberwachung und Preistreiberei, soweit sie nicht in den Wirkungsbereich des Bundesministeriums für Arbeit, Soziales, Gesundheit, Pflege und Konsumentenschutz fallen.
- Wettbewerbsangelegenheiten.
  - Dazu gehören insbesondere auch Angelegenheiten der staatlichen Beihilfen und der Wettbewerbskontrolle.
- Angelegenheiten des Energiewesens.
  - Angelegenheiten der Energiewirtschaft und deren Planung sowie die Angelegenheiten der Bewirtschaftung von Energie.
  - Starkstromwegerecht.
  - Förderung der Transformation der Industrie und Förderung der Energieeffizienz im Rahmen der Umweltförderung.
  - Lenkungs- und Bewirtschaftungsmaßnahmen hinsichtlich aller Energieträger.
- Angelegenheiten der gewerblichen Beförderung von Gütern in Rohrleitungen mit Ausnahme der Wasserleitungsangelegenheiten.
- Angelegenheiten des Tourismus.
- Angelegenheiten der beruflichen Vertretung der auf dem Gebiet des Handels, des Gewerbes und der Industrie selbständig Berufstätigen.
- Angelegenheiten der Wirtschaftstreuhänder einschließlich ihrer beruflichen Vertretung, soweit sie nicht in die Zuständigkeit des Bundesministeriums für Finanzen fallen.
- Wahrnehmung handels- und wirtschaftspolitischer Angelegenheiten gegenüber dem Ausland einschließlich Exportcluster sowie die Vorbereitung und Verhandlung von Staatsverträgen auf diesem Gebiet, soweit es sich nicht um Angelegenheiten der wirtschaftlichen Integration, um Angelegenheiten des Europarates und der OECD sowie der Vereinten Nationen einschließlich UNCTAD und ECE handelt.
- Unbeschadet Art. 65 Abs. 1 B-VG Vertretung der Republik Österreich in den in im vorigen ** genannten Angelegenheiten gegenüber ausländischen Staaten und anderen Völkerrechtssubjekten einschließlich zwischenstaatlicher Organisationen mit Ausnahme der Europäischen Union, des Europarates und der OECD sowie der Vereinten Nationen einschließlich UNCTAD und ECE.
- Angelegenheiten der österreichischen Vertretungsbehörde bei der WTO, wobei jedoch mit dieser im Wege des Bundesministeriums für europäische und internationale Angelegenheiten zu verkehren ist.
- Verkehr auch mit anderen österreichischen Vertretungsbehörden als der im vorigen ** genannten im Ausland in Angelegenheiten der im drittvorherigen ** im Wege des Bundesministeriums für europäische und internationale Angelegenheiten.
- Angelegenheiten der wirtschaftlichen Landesverteidigung einschließlich der Koordination der wirtschaftlichen Landesverteidigung.
- Verwaltung aller Bauten und Liegenschaften des Bundes einschließlich der von Bundeseinrichtungen genutzten Liegenschaften, soweit sie nicht in den Wirkungsbereich eines anderen Bundesministeriums fallen.
  - Dazu gehören insbesondere auch:
  - Soweit sie nicht in den Wirkungsbereich eines anderen Bundesministeriums fallen, die Angelegenheiten des staatlichen Hochbaus, insbesondere:
    - Koordination der hochbaulichen Bedarfs- und Beschaffungsplanung (Standorte, Objekte, Nutzungen, Ausstattung, Kostenrahmen) auf Basis der mittel- und langfristigen Ziel- und Infrastrukturplanungen der Bundesministerien;
    - Erarbeitung von Prioritäten, Investitions- und Finanzierungsplänen für den Neubau, den Ausbau und die Erhaltung in Zusammenarbeit mit den nutzenden Ressorts;
    - Erarbeitung technischer und technisch-wirtschaftlicher Leitlinien;
    - Koordinierte Begutachtung von Projekten zur Wahrung bundeseinheitlicher Standards der Raumerfordernisse, der Umweltgerechtigkeit (Schadstoffbelastung, Energieeinsparung) sowie der architektonischen und funktionellen Gestaltung; dies im Rahmen des jeweiligen Termin- und Kostenplanes;
    - Sammlung und Auswertung von Raum- und Objektdaten der von Bundeseinrichtungen genutzten oder von Gesellschaften des Bundes genutzten Liegenschaften;
    - Angelegenheiten des Abschlusses von für die Bundesverwaltung verbindlichen Rahmenverträgen auf dem Gebiet der Beschaffung von Energielieferungen;
    - die Koordination des gesamten Raummanagements des Bundes im In- und Ausland, einschließlich in Bestand genommener Objekte und solcher, die ansonsten in die Verwaltung eines anderen Ressorts fallen;
    - die Erarbeitung eines Bedarfsplanes für die gesamte Raumnutzung des Bundes unter Zugrundelegung der Planungen der Fachressorts als Grundlage für die Mietenbudgetierung;
    - die Bestimmungen der lit. g und h gelten für das Bundesministerium für Landesverteidigung nur insoweit, als dadurch die Erfüllung der Verpflichtungen gemäß § 23 des Bundesimmobiliengesetzes, BGBl. I Nr. 141/2000, umfasst sind.

  - Die Verwaltung der Anteilsrechte des Bundes an der Schloß Schönbrunn Kultur- und Betriebsgesellschaft m.b.H. und der Schönbrunner Tiergartengesellschaft m.b.H., solange der Bund Gesellschafter ist.
- Bundesmobilienverwaltung.
  - Dazu gehören insbesondere auch die Angelegenheiten des Hofmobiliendepots – Möbel Museum Wien und der Silberkammer.
- Angelegenheiten des Bau-, Wohnungs- und Siedlungswesens.
  - Dazu gehören insbesondere auch:
  - Angelegenheiten des Wiederaufbaues der durch die Kriegsereignisse zerstörten Bauten; Wohnbauförderung einschließlich der Angelegenheiten der zu diesem Zweck errichteten Fonds. Volkswohnungswesen und Kleingartenwesen.
  - Enteignung zum Zweck der Assanierung und andere Assanierungsmaßnahmen.
  - Bautechnische Angelegenheiten des Zivilschutzes sowie der Raum- und Landesplanung. Angelegenheiten der Koordination der raumbezogenen Grundlagen im Krisenmanagement.
- Technisches Versuchswesen; Beschussangelegenheiten; Maß-, Gewichts-, Eich- und Vermessungswesen; Angelegenheiten der Punzierungskontrolle; Angelegenheiten  aller anderen technischen Prüf- und Sicherheitszeichen mit Ausnahme des Punzierungswesens; Normenwesen.
- Angelegenheiten der Normalisierung und Typisierung elektrischer Anlagen und Einrichtungen sowie Sicherheitsmaßnahmen auf diesem Gebiet.
- Vermarkung und Vermessung der Staatsgrenzen.
- Angelegenheiten des Maschinen- und Kesselwesens.
- Angelegenheiten des Ingenieur- und Ziviltechnikerwesens einschließlich der Angelegenheiten ihrer beruflichen Vertretungen.
- Einrichtung eines Sicherheitskontrollsystems und Ausfuhrkontrolle zur Gewährleistung der friedlichen Verwendung der Atomenergie; Beschränkung des Transfers von Nukleartechnologie.
- Regionalförderung, soweit es sich um einzelbetriebliche Förderungsmaßnahmen im industriell-gewerblichen Bereich handelt.
- Angelegenheiten des ERP-Fonds sowie des Verkehrs mit den für wirtschaftliche Hilfsmaßnahmen zuständigen Stellen der Vereinigten Staaten von Amerika in diesen Angelegenheiten.
- Angelegenheiten staatseigener Unternehmen, soweit sie nicht in den Wirkungsbereich eines anderen Bundesministeriums fallen.
  - Verwaltung der Anteilsrechte des Bundes an den auf Grund des Poststrukturgesetzes, BGBl. Nr. 201/1996, eingerichteten Gesellschaften.
  - Angelegenheiten der ÖBAG und deren Beteiligungen.
  - Verwaltung der Anteilsrechte des Bundes an den Unternehmungen im Sinne des Bundesverfassungsgesetzes, mit dem die Eigentumsverhältnisse an den Unternehmen der österreichischen Elektrizitätswirtschaft geregelt werden, BGBl. I Nr. 143/1998 Art. 2
  - Verwaltung der Anteilsrechte des Bundes an der Bundesimmobilien Ges.m.b.H.

## Organisation
Das Bundesministerium für Arbeit gliedert sich wie folgt.
- Bundesminister für Arbeit und Wirtschaft
  - Kabinett des Bundesministers
- Staatssekretärin
  - Büro der Staatssekretärin
- Generalsekretärin
  - Interne Revision Arbeit
  - Stabsstelle Revision Wirtschaft
  - Sektion I: Präsidium
    - Abteilung I/1: Personal- und Organisationsmanagement (VerwB Arbeit)
    - Gruppe I/A
      - Abteilung I/A/2: Budgetangelegenheiten (VerwB Arbeit)
      - Abteilung I/A/4: Verbindungsdienst, Parlamentarische Anfragen, Ministerrat und allgemeine Rechtsangelegenheiten (VerwB Arbeit)
      - Abteilung I/A/7: Wirtschaftsangelegenheiten, Infrastruktur und Sicherheit (VerwB Arbeit)
        - Amtswirtschaftsstelle

    - Abteilung I/3: Prüfbehörde ESF (VerwB Arbeit)
    - Abteilung I/5: Öffentlichkeitsarbeit, Protokoll und Bürgerservice (VerwB Arbeit)
      - Bürgerservice
      - Referat I/5a: Protokoll und Repräsentationsangelegenheiten; Übersetzungsdienst

    - Abteilung I/6: IKT und IKT-Infrastruktur (VerwB Arbeit)
    - Abteilung Präs/1: Budget (VerwB Wirtschaft)
      - Referat Präs/1a: Schnittstelle Buchhaltungsagentur
      - Referat Präs/1b: Kosten- und Leistungsrechnung, Prüfung von Förderungen
      - Referat Präs/1c: Wirkungscontrollingstelle
      - Referat Präs/1d: Amtswirtschaftsstelle
      - Kraftwagendienst
      - Sozialraum

    - Abteilung Präs/2: Rechtskoordination und allgemeine Rechtsangelegenheiten (VerwB Wirtschaft)
      - Referat Präs/2a: Vertragsverletzungs- u. EuGH-Verfahren

    - Abteilung Präs/3: Vergaberecht (VerwB Wirtschaft)
    - Abteilung Präs/4: Informationsmanagement (VerwB Wirtschaft)
      - Referat Präs/4a: Ministerrat und parlamentarische Anfragen
      - Referat Präs/4b: Auszeichnungsangelegenheiten für Nicht-Ressortangehörige

    - Abteilung Präs/5: Öffentlichkeitsarbeit (VerwB Wirtschaft)
      - Referat Präs/5a: Presse
      - Referat Präs/5b: Soziale Medien, Inter- und Intranet, Servicestellen

    - Abteilung Präs/6: Infrastruktur Sicherheit (VerwB Wirtschaft)
    - Gruppe Präs/A
      - Abteilung Präs/A/7: HR-Strategie, Compliance und Dienststellen (VerwB Wirtschaft)
        - Referat Präs/A/7a: Besoldung
        - Referat Präs/A/7b: Dienstreisen-Servicestelle

      - Abteilung Präs/A/8: Personalwesen (VerwB Wirtschaft)
        - Referat Präs/A/8a: Stellenbeschreibung und -bewertung

      - Abteilung Präs/A/9: Personal- und Organisationsentwicklung (VerwB Wirtschaft)
        - Ministerialkanzleidirektion
        - Kanzleistelle I
        - Kanzleistelle II

      - Abteilung Präs/A/10: Clusterbibliothek – Bibliothek und Dokumentation (VerwB Wirtschaft)

    - Abteilung Präs/11: IKT (VerwB Wirtschaft)

  - Sektion II: Arbeitsrecht und Zentral-Arbeitsinspektorat
    - Büroservicestelle (Kanzlei, Büroservice, Support)
    - Gruppe II/A: Zentral-Arbeitsinspektorat
      - II/A/StabHHAI: Stabstelle Haushaltsangelegenheiten Arbeitsinspektorate
      - Abteilung II/A/1: Bau- und Bergwesen, Administration
        - Referat II/A/1/a: Informationsmanagement, Datenaufbereitung

      - Abteilung II/A/2: Technischer Arbeitnehmerschutz
      - Abteilung II/A/3: Recht, Steuerung
      - Abteilung II/A/4: Arbeitsmedizin, Arbeitspsychologie
      - Abteilung II/A/5: Innovation für die Arbeitsinspektorate
      - Abteilung II/A/6: Internationaler technischer Arbeitnehmerschutz

    - Gruppe II/B: Arbeitsrecht
      - Abteilung II/B/7: Legistik Verwendungsschutz, Landarbeitsrecht
      - Abteilung II/B/8: Kollektives Arbeitsrecht
      - Abteilung II/B/9: Arbeitsvertragsrecht, Grundlagenarbeit, Dokumentation
      - Abteilung II/B/10: Internationale und EU-Sozialpolitik im Arbeitsrecht
        - Referat II/B/10/a: Internationale Sozialpolitik

    - Gruppe II/C: Verkehrs-Arbeitsinspektorat (Zentral-Arbeitsinspektorat)
      - Abteilung II/C/11: Verkehrs-Arbeitsinspektorat Schienenbahnen
      - Abteilung II/C/12: Verkehrs-Arbeitsinspektorat Luftfahrt, Schifffahrt, Seilbahnen

  - Sektion III: Arbeitsmarkt
    - Büroservicestelle
    - Gruppe III/A: Internationale Arbeitsmarktpolitik, Dienstleistungen AMS, Budget
      - III/A/StabEBE: Stabstelle ESF-Bescheinigung, Evaluierung des ESF, EMCO
      - Abteilung III/A/2: Schnittstelle Beschäftigung-Gesundheit-Alterssicherung, ältere Arbeitnehmerinnen und Arbeitnehmer
      - Abteilung III/A/3: Internationale Arbeitsmarktpolitik, Europäischer Globalisierungsfonds
      - Abteilung III/A/6: Budget
        - Referat III/A/6/a: Information Arbeitsmarktentwicklung, Analyse

      - Abteilung III/A/9: Europäischer Sozialfonds
        - Kompetenzstelle „Programminhalte und -umsetzung“
        - Kompetenzstelle „Verwaltungs- und Kontrollsystem“

      - Abteilung III/A/10: Dienstleistungen Arbeitsmarktservice

    - Stabstelle Bilaterale Arbeitsmarktpolitische Zusammenarbeit
    - Gruppe III/B: Arbeitsmarktrecht, Organisation AMS, Arbeitsmarktförderung
      - III/B/StabIAR: Stabstelle Internationales Arbeitsmarktrecht
      - Abteilung III/B/1: Arbeitsmarktrecht und Arbeitslosenversicherung
      - Abteilung III/B/4: Förderungen, Jugendliche
        - Referat III/B/4/a: Integration Jugendlicher und junger Erwachsener in Ausbildung und Arbeitsmarkt

      - Abteilung III/B/5: Aufsichts- und Prüftätigkeiten iZm dem Arbeitsmarktservice und der IEF-Service GmbH
      - Abteilung III/B/7: Ausländerbeschäftigung

  - Sektion IV: Wirtschaftsstandort, Innovation und Internationalisierung
    - Gruppe IV/A
      - Abteilung IV/A/1: Innovationsstrategien und -kooperationen
        - Referat IV/A/1a: Angelegenheiten der europäischen und internationalen Forschungs- und Innovationskooperationen

      - Abteilung IV/A/2: Schlüsseltechnologien

    - Abteilung IV/3: Standort und Unternehmensfinanzierung
      - Referat IV/3a: Startups und Gründungspolitik

    - Abteilung IV/4: KMU
    - Abteilung IV/5: Ansiedlungen und Unternehmensservice, Industriepolitik
    - Gruppe IV/B
      - Abteilung IV/B/6: Osteuropa, Zentralasien, Internationalisierungsoffensive
        - Referat IV/B/6a: Internationalisierungsoffensive und Projektfinanzierung

      - Abteilung IV/B/7: Europa, Nationale Kofinanzierung im Rahmen der ETZ
      - Abteilung IV/B/8: Amerika, Afrika, Naher und Mittlerer Osten, Weltausstellungen (EXPO)
        - Referat IV/B/8a: Weltausstellungen (EXPO)

      - Abteilung IV/B/9: Asien und Pazifik, internationale standortrelevante Energieangelegenheiten

    - Abteilung IV/10: Volkswirtschaftliche Grundsatzabteilung und Analyse

  - Sektion V: EU und internationale Marktstrategien
    - Abteilung V/1: Handels- und Investitionspolitik
      - Referat V/1a: Dienstleistungen und Direktinvestitionen

    - Abteilung V/2: Exportkontrolle
      - Referat V/2a: Verteidigungsgüter und Feuerwaffen
      - Referat V/2b: Dual-Use, Embargo und Antifolter
      - Referat V/2c: Technische Angelegenheiten und Endverwenderprüfung

    - Abteilung V/3: EU-Koordination und EU-Binnenmarkt (VerwB Wirtschaft)
    - Abteilung V/4: EU-Beihilfenrecht
    - Abteilung V/5: Wettbewerbspolitik und -recht
    - Abteilung V/6: OECD, Nachhaltigkeit
      - Referat V/6a: Österreichischer Nationaler Kontaktpunkt (NKP) für die OECD-Leitsätze für multinationale Unternehmen

    - Abteilung V/7: Handels- sowie wettbewerbspolitische Analysen und Strategien
    - Abteilung V/8: Außenwirtschaftsrecht und Legistik
    - Abteilung V/9: Investitionskontrolle
    - Abteilung V/10: Europäische und internationale Angelegenheiten (VerwB Arbeit)

  - Sektion VI: Nationale Marktstrategien
    - Gruppe VI/A
      - Abteilung VI/A/1: Gewerberecht
      - Abteilung VI/A/2: Gewerbetechnik, Druckgeräte, Kesselwesen
      - Abteilung VI/A/3: Elektrotechnik; Beschusswesen
      - Abteilung VI/A/4: Metrologie, Vermessung, Geoinformation
      - Abteilung VI/A/6: Juristisch – technischer Dienst
        - Referat VI/A/6a: Gewerberechtsvollziehung

    - Abteilung VI/5: Akkreditierung Austria
    - Abteilung IV/7: Berufsausbildung, Fachkräfte
      - Referat VI/7a: Innovation der Lehre

    - Abteilung VI/8: Kammern und Genossenschaftsverbände
    - Abteilung VI/9: Koordination, wirtschaftliche Krisenvorsorge
      - Referat VI/9a: Krisenmanagement

  - Sektion VII: Kulturelles Erbe
    - Abteilung VII/1: Nutzungsstrategien Gesellschaften und Dienststellen
    - Abteilung VII/2: Historische Sammlungen
    - Abteilung VII/3: Bau und Haustechnik
    - Abteilung VII/4: Bundesimmobilien-Portfolio
      - Referat VII/4a: Baubudgetstrategie

    - Abteilung VII/5: Rechtsangelegenheiten
    - Abteilung VII/6: Grundsätzliche Angelegenheiten, Bundeswohnbaufonds
      - Referat VII/6a: Buchhaltung Bundeswohnbaufonds

    - Abteilung VII/7: Wohnungs- und Siedlungspolitik

  - Sektion VIII: Tourismus
    - Abteilung VIII/1: Tourismuspolitik
    - Abteilung VIII/2: Internationale Tourismusangelegenheiten
    - Abteilung VIII/3: Tourismus-Servicestelle
    - Abteilung VIII/4: Tourismus-Förderungen

## Geschäftsbereiche
Das Bundesministerium für Wirtschaft, Energie und Tourismus hat die folgenden nachgeordneten Dienststellen:
- Bundeswettbewerbsbehörde
- Burghauptmannschaft Österreich
- Bundesamt für Eich- und Vermessungswesen
- Beschussamt Ferlach
- Beschussamt Wien
- Bundesmobilienverwaltung

Folgende ausgegliederte Einrichtungen sind dem Ressortbereich zuzuordnen:
- Austrian Business Agency GmbH
- Austria Wirtschaftsservice Gesellschaft mbH (50 % BMWET, 50 % BMIMI)
- Energie-Control Austria für die Regulierung der Elektrizitäts- und Erdgaswirtschaft
- Forschungs-, Wissenschafts-, Innovations- und Technologieentwicklungsrat (gemeinsam mit dem Bundesministerium für Frauen, Wissenschaft und Forschung und dem Bundesministerium für Innovation, Mobilität und Infrastruktur)
- Österreichische Beteiligungs AG
- Österreichische Forschungsförderungsgesellschaft mbH (50 % BMWET, 50 % BMIMI)
- Schloss Schönbrunn Kultur- und Betriebsgesellschaft mbH
- Schönbrunner Tiergarten GmbH
- Verbund AG (51 % BMWET)